# Isoentomon atlanticum
Isoentomon atlanticum är en urinsektsart som först beskrevs av Bruno Condé 1947.  Isoentomon atlanticum ingår i släktet Isoentomon och familjen trakétrevfotingar. Inga underarter finns listade i Catalogue of Life.